# Lissy (Seine-et-Marne)
Lissy ist eine französische Gemeinde mit 343 Einwohnern (Stand 1. Januar 2022) im Département Seine-et-Marne in der Region Île-de-France. Sie gehört zum Arrondissement Melun und zum Kanton Fontenay-Trésigny.

## Lage
Lissy liegt 38 Kilometer südöstlich von Paris. Nachbargemeinden sind unter anderem Champdeuil, Limoges-Fourches und Montereau-sur-le-Jard.

## Geschichte
Lissy wird erstmals im Jahr 1228 urkundlich überliefert.

## Bevölkerungsentwicklung
| Jahr      | 1962 | 1968 | 1975 | 1982 | 1990 | 1999 | 2007 |
| Einwohner | 104  | 124  | 132  | 125  | 135  | 171  | 190  |

## Sehenswürdigkeiten
- Kirche Saint-Pierre, erbaut im 13. Jahrhundert (Monument historique)

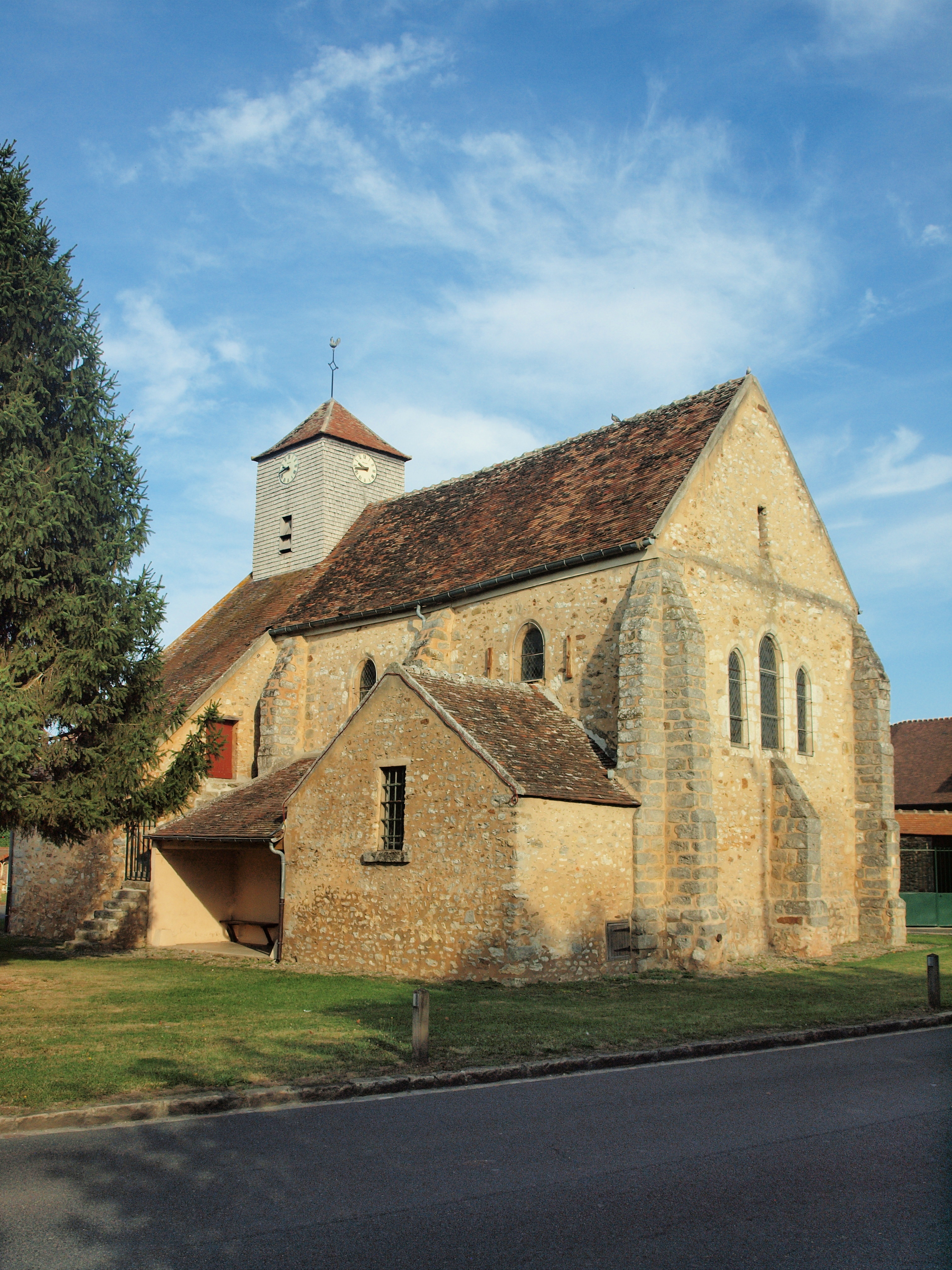
Kirche Saint-Pierre